# 命名法
命名法（めいめいほう、英語: nomenclature）は、自然科学の対象となる自然物の呼称に関する規則であり、自然についての系統的な認識を可能とする意義をもつ。以下のものがある。

## 自然科学
- 化学
  - IUPAC命名法
  - 立体特異的番号付け
- 生物学
  - 学名
  - 国際原核生物命名規約
  - 国際藻類・菌類・植物命名規約
  - 国際動物命名規約
- 天文学
  - 恒星の命名、バイエル符号、フラムスティード番号
  - 惑星の命名法
- 形式科学
  - 命数法

## その他
- 人名命名法（英語版） - 日本の場合、戸籍法などによって制限されている。
- 競走馬の命名法 - 日本の競走馬は、公益財団法人ジャパン・スタッドブック・インターナショナルの審査を受けて登録される。国際ルールではアルファベット18文字までと決められている。